# Aldin Turkes
Aldin Turkes (* 22. April 1996 in Zug) ist ein schweizerisch-bosnischer Fussballspieler.

## Karriere
Turkes spielte während seiner Jugendzeit für den FC Luzern, wechselte 2012 in den Nachwuchs des Grasshopper Club Zürich und zwei Jahre später zum Stadtrivalen FC Zürich. Sein Debüt in der ersten Mannschaft des FC Zürich gab er am 22. Spieltag der Saison 2015/16 gegen den BSC Young Boys, wo er beim Stand von 0:1 in der 87. Spielminute für Gilles Yapi eingewechselt wurde. Am 29. Mai 2016 gewann er mit dem FC Zürich den Schweizer Cup, obwohl er zu keinem Einsatz kam. Im Finale gegen den FC Lugano (1:0), sass er während 90. Minuten auf der Ersatzbank.

### FC Vaduz
Am 1. August 2016 vermeldete der FC Vaduz die Verpflichtung von Turkes. Er unterzeichnete einen Dreijahresvertrag bis zum 30. Juni 2019. Bereits in seiner ersten Saison gewann er den Liechtensteiner Cup und wurde mit 10 Treffern in 3 Spielen zum Torschützenkönig ausgezeichnet. In der Meisterschaft lief es hingegen weniger gut. Am zweitletzten Spieltag gegen den FC Luzern (2:2) war der Abstieg in die Challenge League besiegelt. Turkes kam in der Saison 2016/17 auf insgesamt 24 Einsätze und erzielte dabei ein Tor gegen den FC Luzern, am zweitletzten Spieltag.

### FC Rapperswil-Jona
Im Januar 2018 wechselte Turkes auf Leihbasis bis Ende Saison zum Ligakonkurrenten FC Rapperswil-Jona. Zudem sicherten sich die Rapperswiler die Option einer definitiven Übernahme zur neuen Saison 2018/19. In seinem dritten Spiel für die St. Galler gegen den Tabellendritten FC Schaffhausen erzielte er beim 3:1-Sieg seine ersten zwei Tore für seinen neuen Arbeitgeber. Am Ende der Saison standen acht Tore in 15 Spielen auf seinem Konto, was dazu führte, dass ihn der FC Rapperswil-Jona definitiv vom FC Vaduz übernahm und ihn mit einem Zweijahresvertrag ausstattete. In der anschliessenden Saison 2018/19 erzielte er in 34 Spielen insgesamt 16 Tore, womit er gemeinsam mit Nico Siegrist Torschützenkönig der Liga wurde.

### FC Lausanne-Sport
Im Jahr 2019 wechselte er zum Zweitligisten FC Lausanne-Sport. In seiner ersten Saison dort wurde er mit 22 Toren in 34 Spielen erneut Torschützenkönig der Liga und stieg mit der Mannschaft in die Super League auf. Ab Dezember 2020 musste er dort jedoch nach einer Verletzung lange pausieren und gab erst im August 2022 sein Comeback in der Mannschaft, die zwischenzeitlich wieder in die Challenge League abgestiegen war. Nach seiner Rückkehr kam er über den Status eines Ergänzungsspielers jedoch nicht mehr hinaus.

### FC Winterthur
Im Sommer 2023 wechselte er zum Erstligisten FC Winterthur. In der folgenden Saison 2023/24 bestritt er insgesamt 31 Ligaspiele und wurde mit neun Treffern bester Torschütze seiner Mannschaft. Nachdem er zu Beginn der anschliessenden Spielzeit 2024/25 noch zu zwei weiteren Einsätzen gekommen war, verliess er die Winterthurer im August 2024 wieder und wechselte stattdessen nach Bosnien zum FK Sarajevo.

### FK Sarajevo
Im August 2024 verpflichtete ihn der FK Sarajevo.

## Titel und Erfolge
FC Zürich
- Schweizer Cupsieger: 2016

FC Vaduz
- Liechtensteiner Cupsieger: 2017, 2018
- Torschützenkönig des Liechtensteiner Cup: 2017, 2018

FC Rapperswil-Jona
- Torschützenkönig der Challenge League: 2019 (16 Tore)

FC Lausanne-Sport
- Torschützenkönig der Challenge League: 2020 (22 Tore)